# Aeródromo de Rafaela
El Aeródromo de Rafaela (IATA: RAF - OACI: SAFR) es un pequeño aeropuerto argentino que da servicio a la ciudad de Rafaela, Santa Fe.
Cuenta con una pequeña terminal de pasajeros, que será reconstruida o remodelada, y tres pistas cortas. El tráfico diario se compone de uno o dos vuelos de práctica o privados. Es uno de los pocos aeropuertos en Argentina, que posee dos pistas paralelas.